# Johann Homann

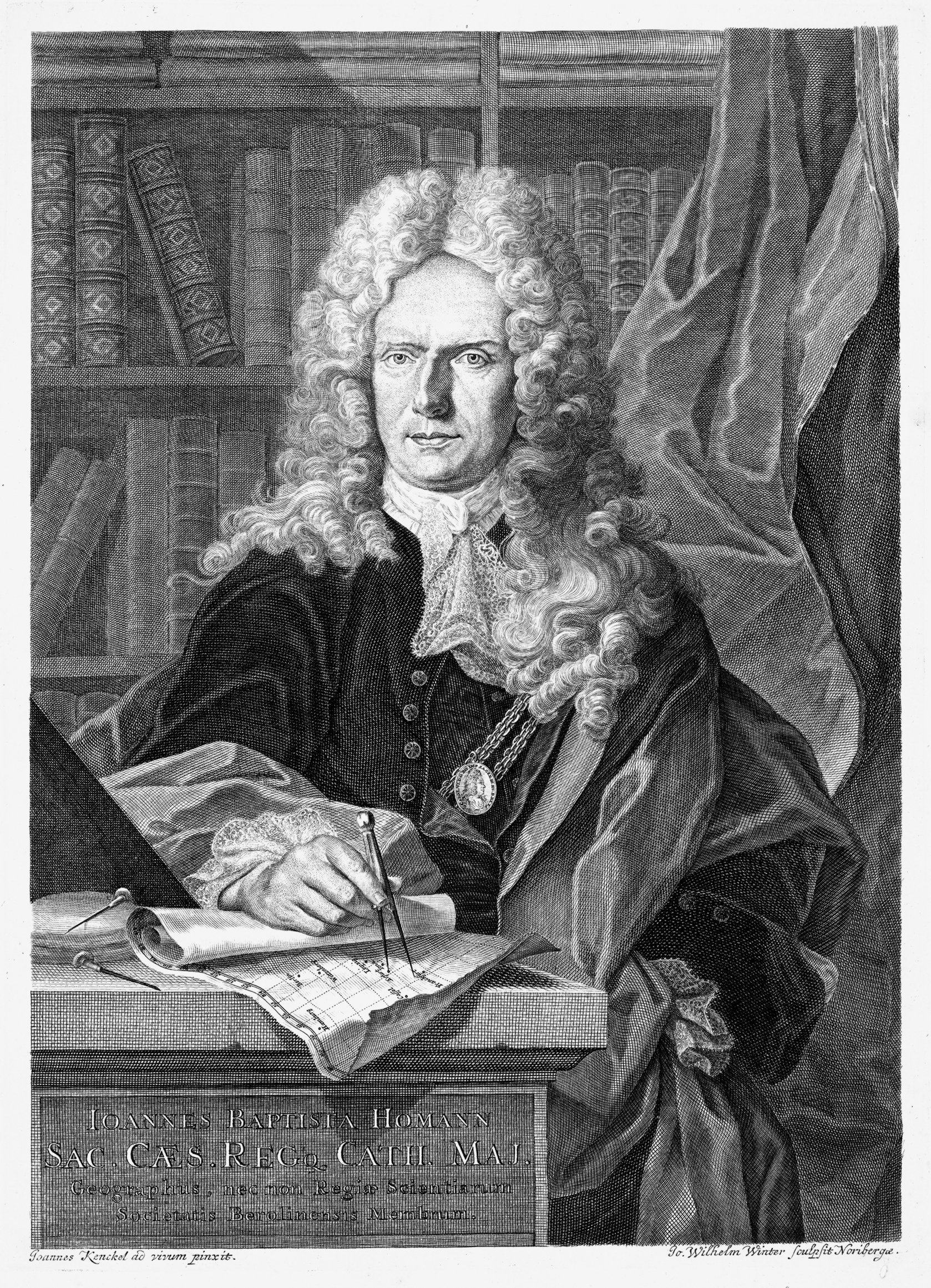
Johann Homann

Johann Baptist Homann (20 de março de 1664 - 1 de julho de 1724) foi um geógrafo e cartógrafo alemão, que também fez mapas das Américas.

## Vida
Homann nasceu em Oberkammlach perto de Kammlach no Eleitorado da Baviera. Embora educado em uma escola jesuíta e preparando-se para uma carreira eclesiástica, acabou se convertendo ao protestantismo e, a partir de 1687, trabalhou como notário civil em Nuremberg. Ele logo se voltou para a gravura e a cartografia; em 1702 fundou sua própria editora.
Homann adquiriu renome como um importante cartógrafo alemão e, em 1715, foi nomeado geógrafo imperial pelo imperador Carlos VI. Dar tais privilégios a indivíduos era um direito adicional que o Sacro Imperador Romano desfrutava. No mesmo ano, ele também foi nomeado membro da Academia Prussiana de Ciências em Berlim. De particular importância para a cartografia eram os privilégios imperiais de impressão (Latin: privilegia impressoria). Estes protegeram por um tempo os autores em todos os campos científicos, como impressores, gravadores de cobre, cartógrafos e editores. Eles também foram muito importantes como recomendação para clientes em potencial.
Em 1716 Homann publicou sua obra-prima Grosser Atlas ueber die ganze Welt (Grande Atlas de todo o Mundo). Numerosos mapas foram elaborados em cooperação com o gravador Christoph Weigel, o Velho, que também publicou Siebmachers Wappenbuch.
Homann morreu em Nuremberg em 1724. Ele foi sucedido por seu filho Johann Christoph (1703-1730). A empresa continuou após sua morte como empresa de herdeiros de Homann, administrada por Johann Michael Franz e Johann Georg Ebersberger. Após mudanças subsequentes na administração, a empresa fechou em 1852.  A empresa era conhecida como "Homann Erben", "Homanniani Heredes" ou "Heritiers de Homann" no exterior.

Mapas
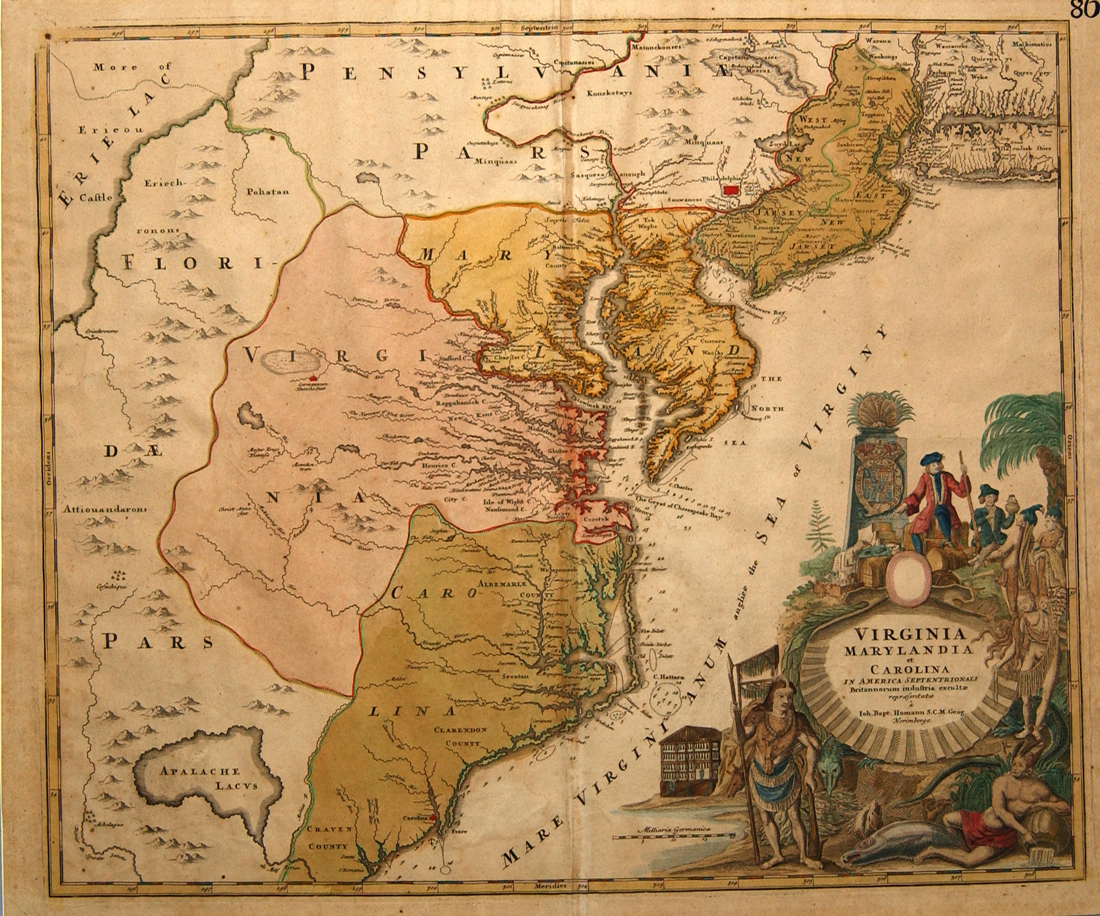
Virginia Marylandia et Carolina, c. 1714
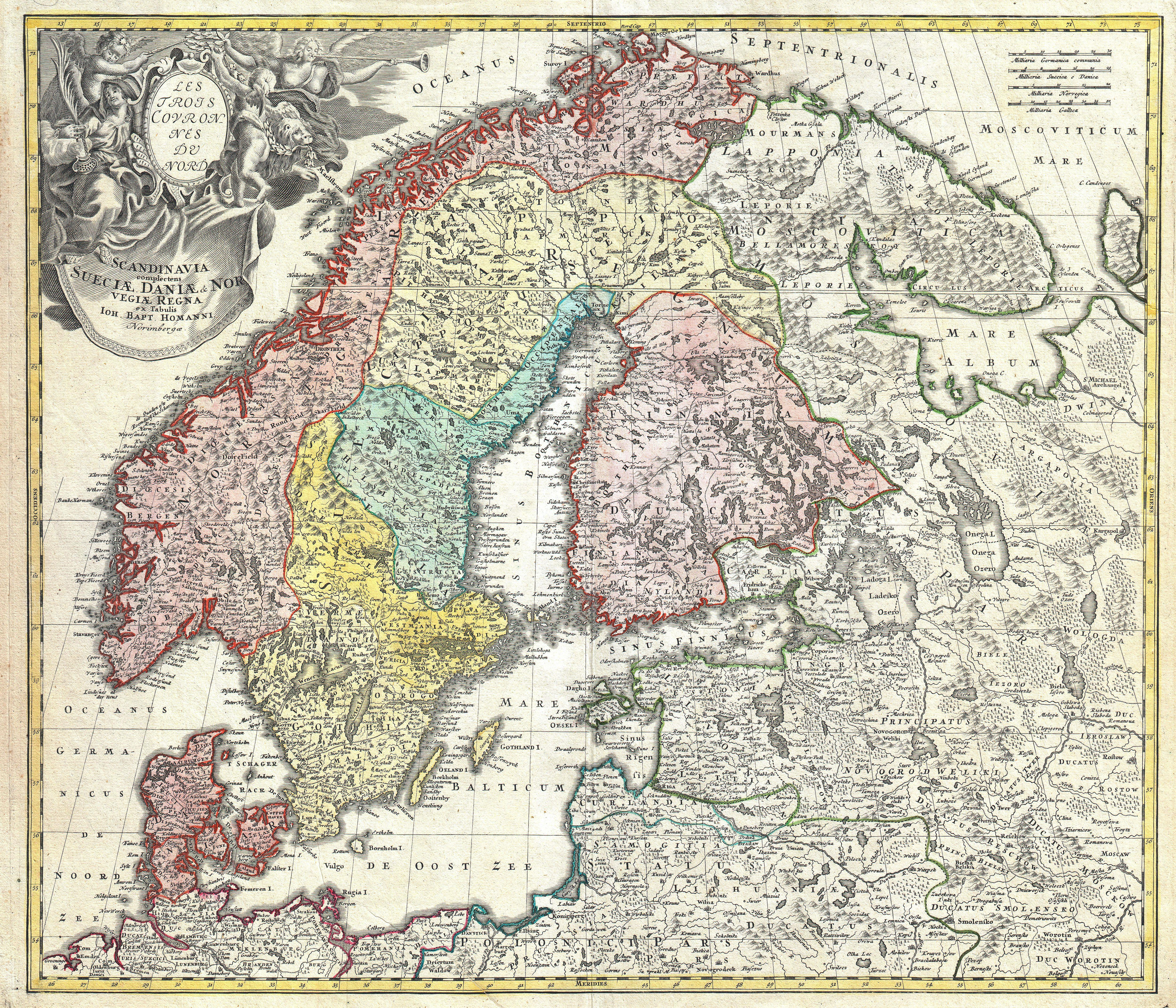
Mapa Homann da Escandinávia, Noruega, Suécia, Dinamarca, Finlândia e Báltico, datado por volta de 1730
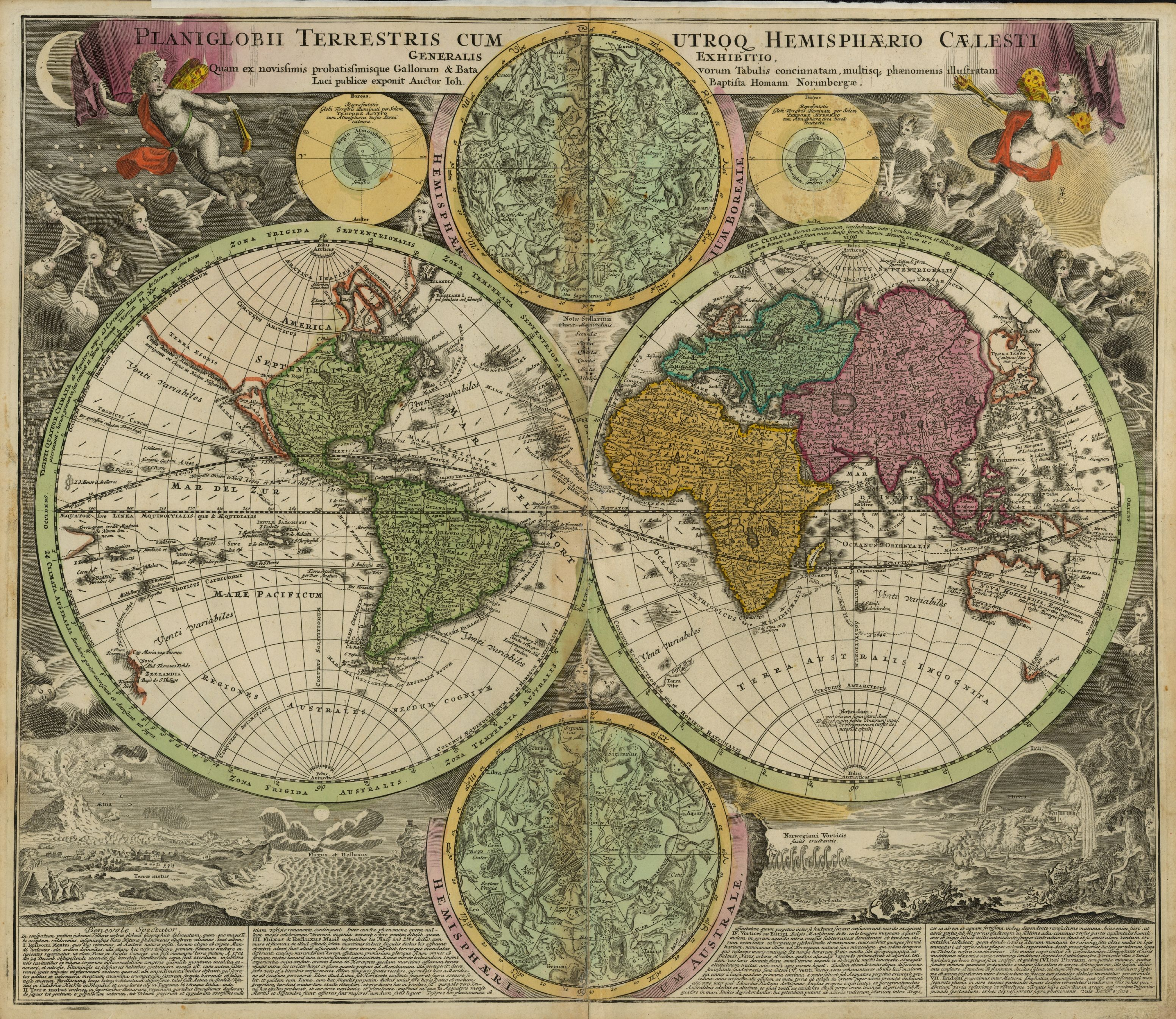
Planiglobii Terrestris Cum Utroq[ue] Hemisphærio Cælesti Generalis Exhibitio, Nuremberg, 1707.
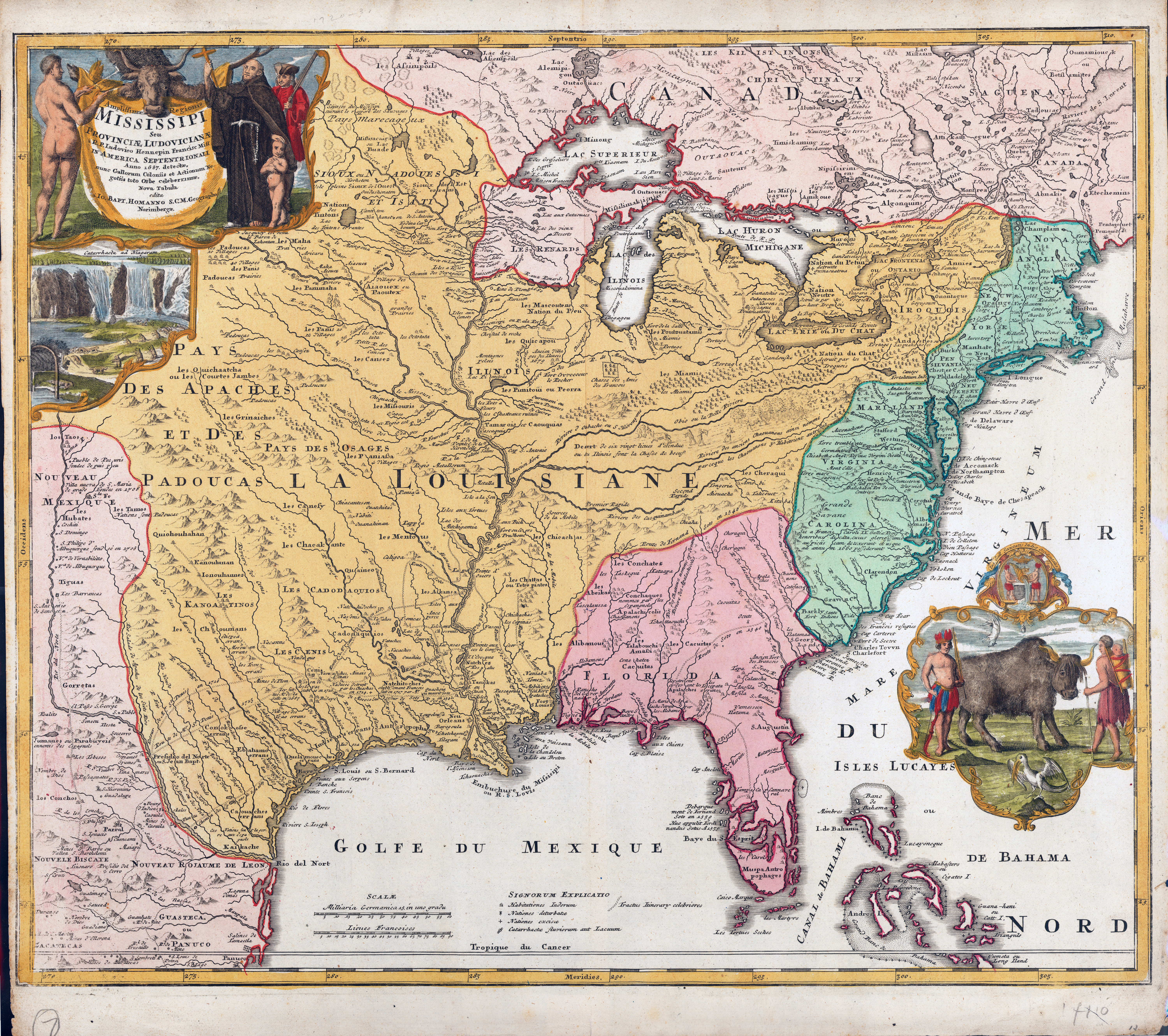
Amplissimae Regionis Mississipi, por volta de 1720
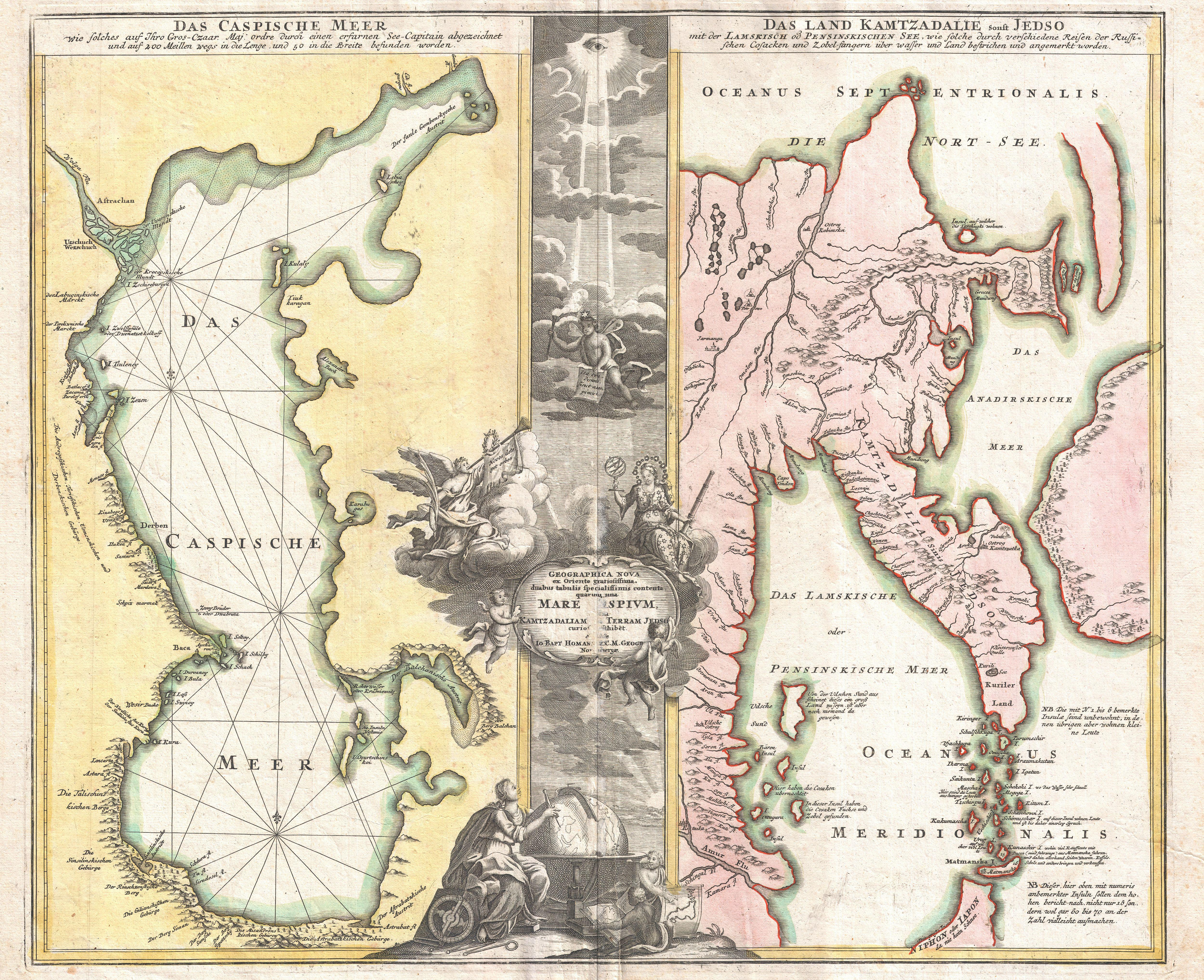
Mapa Homann do Mar Cáspio e Kamchatka, de 1725.
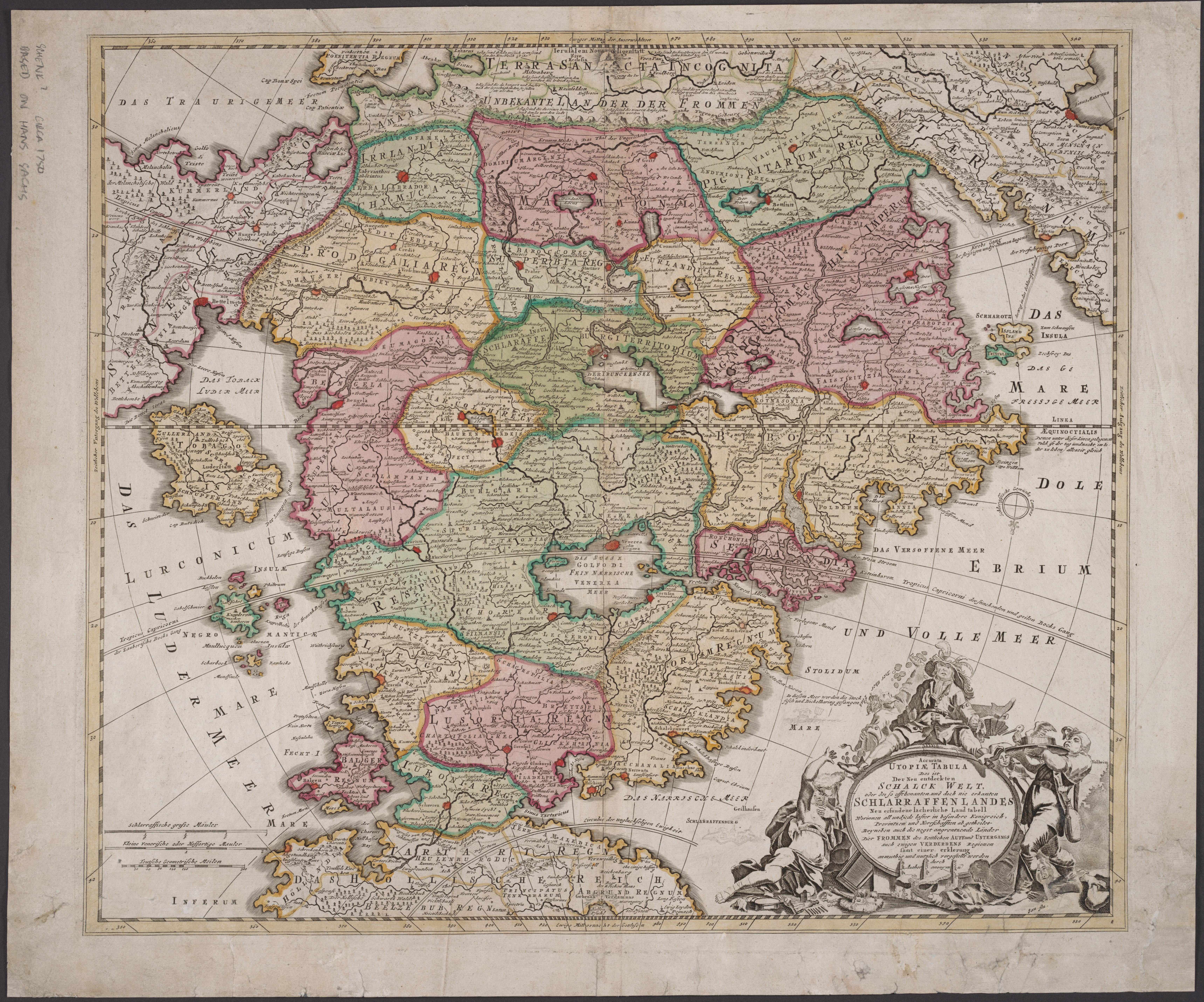
Schlarraffenlandes, 1694.